# Juan Pablo Plata Figueroa
Pour les articles homonymes, voir Plata et Figueroa.
Œuvres principales
- Arqueo de los dias
- Neon ocultista

Juan Pablo Plata Figueroa, né à Bogota le 15 mars 1982, est un écrivain, journaliste et chercheur colombien. Plata a passé son enfance à Garzón (département de Huila). 
Il a également travaillé comme vendeur d'art et d'antiquités.
Il a dirigé la revue La Movida Literaria, avec les écrivains Andrés Mauricio Muñoz et Sebastián Pineda Buitrago, ce qui a suscité une parodie dans un blog (La Bobada Literaria) et une polémique dans les revues El Malpensante et Arcadia. Il a édité les numéros 40 et 41 du magazine texan bilingue Río Grande Review, avec une annexe spéciale de littérature hypermédia également bilingue en compagnie des universitaires Scott Rettberg et Leonardo Flores. En décembre 2019, il a obtenu une maîtrise en création littéraire à l'Université du Texas à El Paso.
Il a remporté trois prix de journalisme Andiarios (site web et interview), un prix CPB avec le collectif journalistique « Génération invisible », le Fonds Chikaná de l'Institut régional de participation et d'action communautaire (IDPAC) de Bogota en 2022 et a obtenu la bourse Gabo de journalisme culturel en 2019. En 2023, il a obtenu la bourse Casa Palma Hub: Light, Camera, Art Photography.
En 2021 il a publié son premier livre de poésie intitulé Neón ocultista, dans lequel il rend hommage à des thèmes de métalittérature et à des écrivains tels que Stefan Zweig, Antonio Machado et Walter Benjamin,,.
Ses écrits sont inclus dans des anthologies telles que Umpalá (Sic Editores, 2006) et El corazón inhabitado, dernières histoires d'amour en Colombie (Algaida. Collection Calambé. Grupo Anaya, 2010) ; Anthologie des Señales de Ruta (Arango Editores, 2008), Arqueo de los días. Auteur du L'amour existe dans Grupo Editorial Ibáñez, Collection Le Labyrinthe d'Asterión, 2025.
Ses recherches se sont concentrées sur la littérature électronique et la métalittérature.